# Terfens
Terfens település Ausztriában, Tirolban a Schwazi járásban található. Területe 15,22 km², lakosainak száma 2 084 fő, népsűrűsége pedig 140 fő/km² (2014. január 1-jén). A település 591 méteres tengerszint feletti magasságban helyezkedik el.

## Fordítás
- Ez a szócikk részben vagy egészben  a   Terfens című angol Wikipédia-szócikk ezen változatának fordításán alapul.  Az eredeti cikk szerkesztőit annak laptörténete sorolja fel. Ez a jelzés csupán a megfogalmazás eredetét és a szerzői jogokat jelzi, nem szolgál a cikkben szereplő információk forrásmegjelöléseként.